# On a tous quelque chose de Johnny
On a tous quelque chose de Johnny est un album collectif reprenant des chansons de Johnny Hallyday, sorti le 17 novembre 2017.

## Historique de l'album
On a tous quelque chose de Johnny est réalisé par Yarol Poupaud (directeur artistique et guitariste de Johnny Hallyday depuis 2012), à l'exception du titre Elle m'oublie réalisé par Calogero, Cyrille Nobilet et Jan Pham Huu Tri. Dominique Blanc-Francard enregistre la plupart des voix au Studio de la Grande Armée et réalise les mixages et le mastering au studio Labomatic.

## Parution et réception
L'opus entre en 2e position du top album en France avec 43 396 exemplaires. La deuxième semaine, il est 3e avec 26 528 ventes supplémentaires. Lors de sa 3e semaine, et à la suite de la mort de Johnny Hallyday le 5 décembre 2017, il atteint la première place du top album avec 64 437 ventes. L'opus atteint 134 000 unités. La semaine suivante, il se vend à 78 799 exemplaires et reste numéro un du top albums, selon le SNEP. Cependant, les sites web musicaux Pure Charts et Aficia rapportent que la compilation "50 plus belles chansons" de Johnny Hallyday est numéro un des ventes avec 84 582 exemplaires écoulés devant "On a tous quelque chose de Johnny" (sans prise en compte du streaming),. Mais le SNEP ne prend en compte le best of dans aucun de ses classements, du fait de sa méthode qui n'inclut plus certaines compilations et les albums datant de plus de deux ans,. Il est certifié double disque de platine cette semaine, équivalent à 200 000 unités. Lors de sa 5e semaine, le site Aficia fait état de 48 178 exemplaires écoulés pour une 2e place au classement des ventes physiques et digitales. Le SNEP le classe deuxième du classement fusionné incluant le streaming. À la fin de l'année, il totalise 302 124 ventes (physiques et téléchargements). Selon Pure Charts, il est le quatrième album le plus vendu de l'année sans inclusion du streaming.
L'album débute au sommet du classement en Belgique francophone. En région flamande, il entre 111e. Il atteint la 39e place trois semaines plus tard. En Belgique, l'album est certifié disque d'or, équivalent à 10 000 unités.
L'opus entre numéro un en Suisse romande. Il débute à la 7e place en Suisse. Il atteint la 5e place, trois semaines plus tard.
Selon le site Mediatraffic, l'album atteint la 9e place du classement mondial des meilleures ventes (incluant le streaming) lors de sa quatrième semaine d'exploitation.

## Liste des titres
| No  | Titre                                          | Paroles                                 | Musique                                     | Durée |
| --- | ---------------------------------------------- | --------------------------------------- | ------------------------------------------- | ----- |
| 1.  | L'Envie (par Kendji Girac)                     | Jean-Jacques Goldman                    | Jean-Jacques Goldman                        | 4:02  |
| 2.  | Marie (par Slimane)                            | Gérald de Palmas                        | Gérald de Palmas                            | 3:56  |
| 3.  | Ma gueule (par Garou)                          | Gilles Thibaut                          | Philippe Bretonnière                        | 3:34  |
| 4.  | Retiens la nuit (par Benjamin Biolay)          | Charles Aznavour                        | Georges Garvarentz                          | 3:07  |
| 5.  | La Musique que j'aime (par Louane)             | Michel Mallory                          | Johnny Hallyday                             | 4:19  |
| 6.  | Gabrielle (par Thomas Dutronc)                 | Long Chris, Patrick Larue (adaptation)  | Tony Cole                                   | 4:12  |
| 7.  | Noir c'est noir (par Lisandro Cuxi)            | Georges Aber (adaptation)               | Tony Haynes, Michelle Grainger, Steve Wader | 3:09  |
| 8.  | J'ai oublié de vivre (par Patrick Bruel)       | Pierre Billon                           | Jacques Revaux                              | 4:52  |
| 9.  | Le Pénitencier (par Gauvain Sers)              | Hugues Aufray, Vline Buggy (adaptation) | Alan Price                                  | 3:32  |
| 10. | Requiem pour un fou (par Florent Pagny)        | Gilles Thibaut                          | Gérard Layani                               | 4:19  |
| 11. | Les coups (par FFF)                            | Georges Aber (adaptation)               | Steve Wonder, Sylvia Moy, Henry Cosby       | 3:31  |
| 12. | Que je t'aime (par Amel Bent)                  | Gilles Thibaut                          | Jean Renard                                 | 3:46  |
| 13. | Je te promets (par Gaëtan Roussel)             | Jean-Jacques Goldman                    | Jean-Jacques Goldman                        | 4:02  |
| 14. | Quelque chose de Tennessee (par Nolwenn Leroy) | Michel Berger                           | Michel Berger                               | 4:31  |
| 15. | Tes tendres années (par Raphael)               | Ralph Bernet (adaptation)               | Darrell Edwards                             | 2:33  |
| 16. | Elle m'oublie (par Calogero)                   | Didier Barbelivien                      | Didier Barbelivien                          | 3:27  |

## Classements et certifications

### Classements
| Classements 2017                               | Meilleure position |
| ---------------------------------------------- | ------------------ |
| Belgique (Ultratop Flandre)                    | 39                 |
| Belgique (Ultratop Wallonie)                   | 1                  |
| France (SNEP)                                  | 1                  |
| Suisse (Schweizer Hitparade)                   | 5                  |
| Suisse (Schweizer Hitparade Suisse romande)    | 1                  |
| Monde (United World chart album, Mediatraffic) | 9                  |

| Classements 2017                                         | Place |
| -------------------------------------------------------- | ----- |
| Belgique (Ultratop Wallonie)                             | 5     |
| France (SNEP) - Top fusionné                             | 9     |
| France (Pure Charts) ventes physiques et téléchargements | 4     |

### Certifications
| Pays                | Certification | Unités  |
| ------------------- | ------------- | ------- |
| Belgique (Ultratop) | Platine       | 20 000  |
| France (SNEP)       | 3 × Platine   | 325 000 |

## Musiciens
Nota : (numéro titre)
- Batterie : Ludwig Dalhberg (l'ensemble des titres), excepté : Christophe Deschamps (2, 8, 14) / Krishoo Monthieux (11)
- Percussions : Christophe Dubois (16)
- Basse : Laurent Vernerey (1, 4, 5, 6, 10, 13) / Marcello Giullani (2, 3, 7, 8, 12) / Niktus (11)
- Contrebasse : Marcello Giullani (9, 14, 15)
- Orgue Hammond, claviers : Jean Max Mery (l'ensemble des titres), excepté : Romain Caillard claviers (11) / Cyrille Nobilet claviers, glockenspiel (16)
- Accordéon : Jean Max Mery (14, 15)
- Guitare : Philippe Almosnino (l'ensemble des titres), excepté 16
- Guitare : Yarol Poupaud (l'ensemble des titres), excepté 16
- Dobro : Philippe Almosnino, Yarold Poupaud (5)
- Mandoline : Philippe Almosnino (2, 9, 14)
- Guitares : Jan Pham Huu Tri (16)
- Piano : Alain Lanty (l'ensemble des titres), excepté 11 et 16
- Trompette : Renaud Gensane (6, 7, 11)
- Saxophone : Allen Hoist (6, 7, 11)
- Trombone : Thomas Henning (6, 7, 11)